# Ewald André Dupont
Ewald André Dupont, né le 25 décembre 1891 à Zeitz (royaume de Saxe, Empire allemand) et mort le 12 décembre 1956 à Hollywood, est un scénariste et réalisateur allemand. Il est l'un des pionniers du cinéma allemand.

## Biographie
Journaliste, Ewald André Dupont commence en 1916 à écrire des scénarios pour le cinéma muet. Après la Première Guerre mondiale, il se spécialise dans l'écriture de scénarios de films policiers et réalise ses propres films. Il devient un cinéaste à succès en Allemagne dans la veine réaliste notamment avec trois films ayant pour cadre l'univers du spectacle : L'Évasion de Baruch (1923) dans le milieu du théâtre, Der Demütige und die Tänzerin (1925) dans le milieu de la danse, et Variétés (1925) dans le monde du cirque. Son film Moulin rouge, tourné à Paris et à Londres, où Olga Tchekhova tient le rôle principal, connaît un succès international en 1928, à cause de scènes jugées scandaleuses. L'année suivante, Piccadilly fait connaître au public l'actrice sino-américaine Anna May Wong.
Il poursuit ensuite sa carrière à Londres et à Hollywood, où il s'installe définitivement en 1933. Sa carrière américaine n'ayant pas le succès escompté il décide de se retirer du cinéma en 1940 avant de faire un come-back au début des années 1950 dans des productions de série Z

## Filmographie

### Années 1910
- 1918 : Europa postlagernd (de)
- 1918 : Mitternacht (de)
- 1918 : Der Teufel
- 1919 : Die Japanerin
- 1919 : Das Geheimnis des Amerika-Docks
- 1919 : Die Maske
- 1919 : Das Derby - Ein Detektivroman auf dem grünen Rasen
- 1919 : Die Apachen (de)

### Années 1920
- 1920 : Der Würger der Welt (de)
- 1920 : Alkohol
- 1920 : Das Grand Hotel Babylon (en)
- 1920 : Der Weisse Pfau
- 1920 : Whitechapel
- 1920 : Herztrumpf
- 1921 : Die Geierwally
- 1921 : Der Mord ohne Täter (de)
- 1921 : Kinder der Finsternis - 1. Der Mann aus Neapel
- 1922 : Kinder der Finsternis - 2. Kämpfende Welten
- 1922 : Sie und die Drei (de)
- 1923 : Die grüne Manuela - Ein Film aus dem Süden (de)
- 1923 : L'Évasion de Baruch (Das Alte Gesetz)
- 1925 : Der Demütige und die Tänzerin
- 1925 : Variétés (Varieté)
- 1928 : L'Implacable Destin (Love Me and the World Is Mine)
- 1928 : Moulin Rouge
- 1929 : Atlantic
- 1929 : Piccadilly
- 1929 : Atlantic

### Années 1930
- 1930 : Atlantis
- 1930 : Les Deux mondes
- 1930 : Two Worlds
- 1930 : Zwei Welten
- 1930 : Menschen im Käfig
- 1931 : Salto Mortale
- 1931 : Le cap perdu (en)
- 1931 : Cape Forlorn (en)
- 1931 : Salto Mortale
- 1932 : Un drame à quatre sous (Peter Voss, der Millionendieb)
- 1933 : Le Coureur de marathon (Der Läufer von Marathon)
- 1933 : Les femmes ont besoin d'amour (Ladies Must Love)
- 1935 : Monseigneur le détective (The Bishop Misbehaves)
- 1936 : L'Homme à l'héliotrope (Forgotten Faces)
- 1936 : A Son Comes Home (en)
- 1937 : Night of Mystery
- 1937 : On Such a Night
- 1937 : Love on Toast
- 1939 : Hell's Kitchen (en)

### Années 1950
- 1951 : Le Foulard (The Scarf)
- 1951 : Pictura
- 1953 : Problem Girls
- 1953 : The Neanderthal Man
- 1953 : The Steel Lady
- 1954 : Return to Treasure Island